# (6237) Chikushi
(6237) Chikushi est un astéroïde de la ceinture principale.

## Description
(6237) Chikushi est un astéroïde de la ceinture principale. Il fut découvert par Tsutomu Seki le 4 février 1989 à Geisei. Il présente une orbite caractérisée par un demi-grand axe de 3,93 UA, une excentricité de 0,072 et une inclinaison de 5,36° par rapport à l'écliptique.
Il fut nommé en hommage au nom ancien de la région de Fukuoka au nord de l'île de Kyushu au Japon.

## Compléments